# نانچیکو

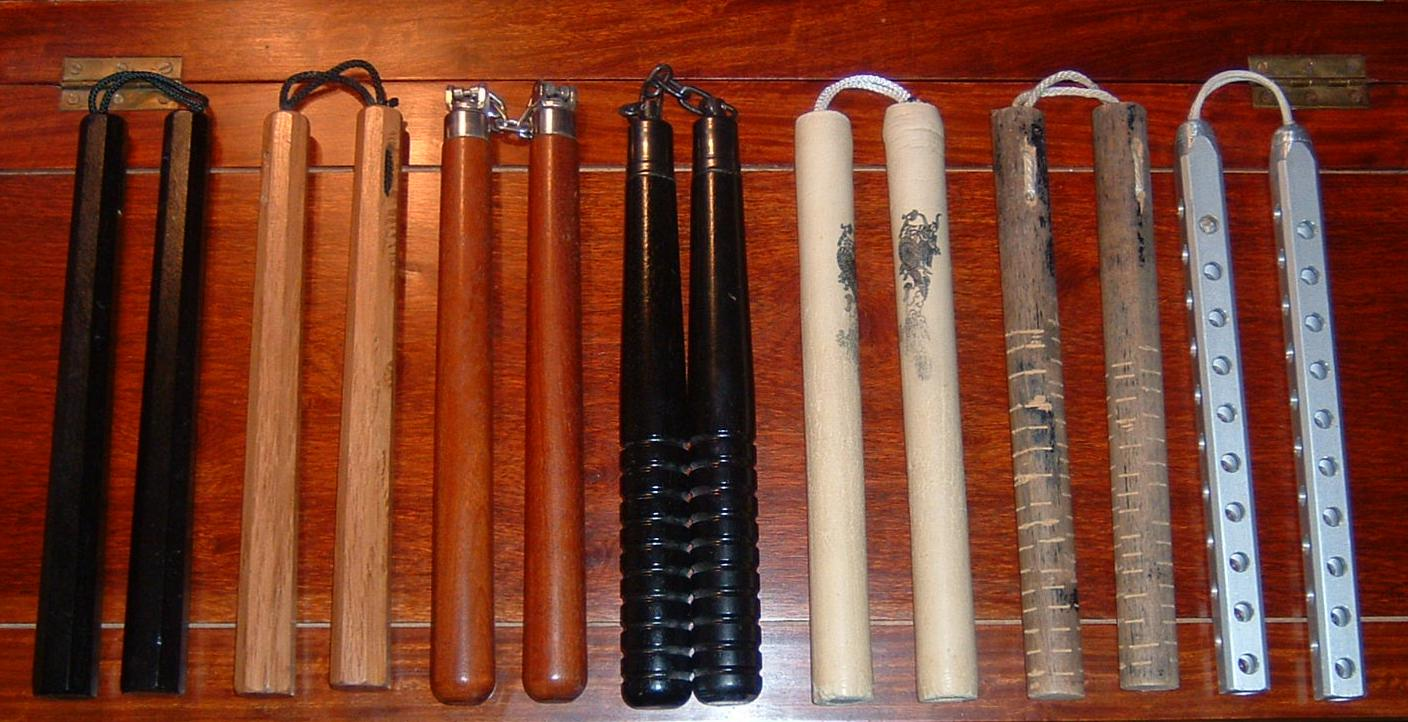
انواع نانچیکو

نانچیکو (به ژاپنی: ヌ ン チ ャ ク) یک سلاح سرد سنتی ژاپنی (اوکیناوایی) است که از دو میله باریک تشکیل می‌شود که در انتها با یک زنجیر یا طناب کوتاه به هم متصل شده‌اند. این سلاح اغلب از ۲ بخش چوبی ۳۰ سانتی‌متری و یک زنجیر یا طناب یک اینچی تشکیل می‌شود. نانچیکو بیشتر در هنرهای رزمی مانند کوبودو اوکیناوایی و کاراته استفاده می‌شود.

## تاریخچه

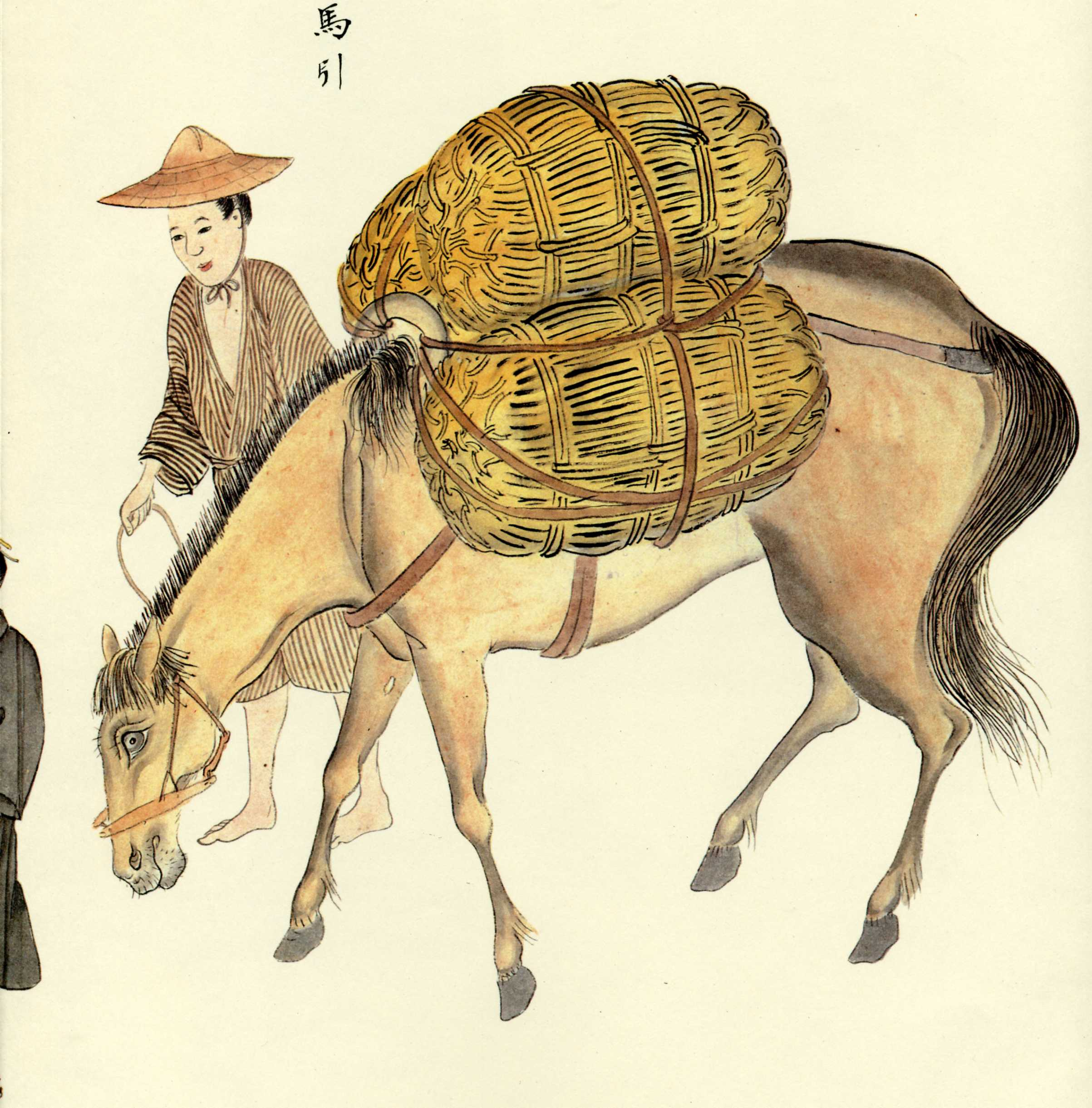
تصویر یک لگام اسب اوکیناوایی در یک کتاب ژاپنی سدهٔ نوزدهم

یک باور عامیانه بسیار معروف می‌گوید که نانچیکو در اصل یک ابزار خرمن‌کوبی برای جداکردن برنج از شلتوک بوده که کشاورزان ژاپنی آن را به شکل یک سلاح مرگبار درآوردند تا با آن به نبرد سامورایی‌ها بپردازند. اما در حقیقت کشاورزان اوکیناوایی نانچیکو را با تغییر در نوعی لگام اسب در سدهٔ هفدهم ابداع کردند. در آن زمان دایمیو ایالت ساتسوما که اوکیناوا را به نیز تصرف کرده بود، نگهداری سلاح برای کشاورزان را ممنوع کرده بود، به همین دلیل کشاورزان به سراغ سلاح‌های جایگزین دیگری رفتند. ظاهر نانچیکو طوری بود که مأموران حکومت آن را با نوعی اسباب بازی یا یک تکه چوب بی‌خطر اشتباه می‌گرفتند. در حالی‌که این تکه چوب معمولی در واقع سلاح دفاعی مؤثری بود.
با این حال نانچیکو در گذشته سلاح محبوبی نبود. این حقیقت را می‌توان از این نکته دریافت که در هیچ‌یک از ده‌ها کاتای سنتی کاراته از این وسیله استفاده نمی‌شود. این موضوع احتمالاً به دلیل کارایی ناچیز این سلاح در مقابل سلاح‌های دورزن همچون شمشیر و چوب بوده‌است، البته شخصی که مهارت خوبی در استفاده از نانچیکو داشت به راحتی می‌توانست چندین شخص مجهز به خنجر یا بی‌سلاح را شکست دهد. همچنین مخفی نگهداشتن نانچیکو هم بسیار آسان بود، در نتیجه در اوکیناوا نانچیکو در درجهٔ اول به عنوان یک وسیلهٔ دفاع شخصی در مقابل دزدان و اوباش مورد استفاده بود.
در دوران معاصر نانچیکو با توجه به ساختار ساده و کارآمدی بالا در مبارزهٔ خیابانی تولد دوباره‌ای یافته‌است. بخشی از این محبوبیت نیز به فیلم‌های بروس لی مربوط می‌شود. بروس لی از این سلاح در فیلم‌های خشم اژدها، راه اژدها، اژدها وارد می‌شود و بازی مرگ بهره جست.
از آن‌جا که نانچیکو یکی از سلاح‌های سنتی اوکیناوایی معروف به کوبودو است ارتباط نزدیکی با کاراته دارد و بسیاری از تکنیک‌های آن در کاراته موجود است. این سلاح وارد سبک‌های کره‌ای همچون تکواندو و هاپکیدو نیز شده‌است. در اسکریما هنر رزمی فیلیپینی نیز سلاحی بسیار شبیه به نانچیکو به نام تاباک تویوکو مورد استفاده است. شیوهٔ استفاده از این سلاح سبک‌های متفاوتی دارد. در سیستم اوکیناوایی بیشتر برای تکنیک‌های قفل‌کننده و خفه‌کننده از آن استفاده می‌شود اما در سیستم فیلیپینی بیشتر تکنیک‌های ضربه‌ای با آن انجام می‌شود.

## بخش‌ها

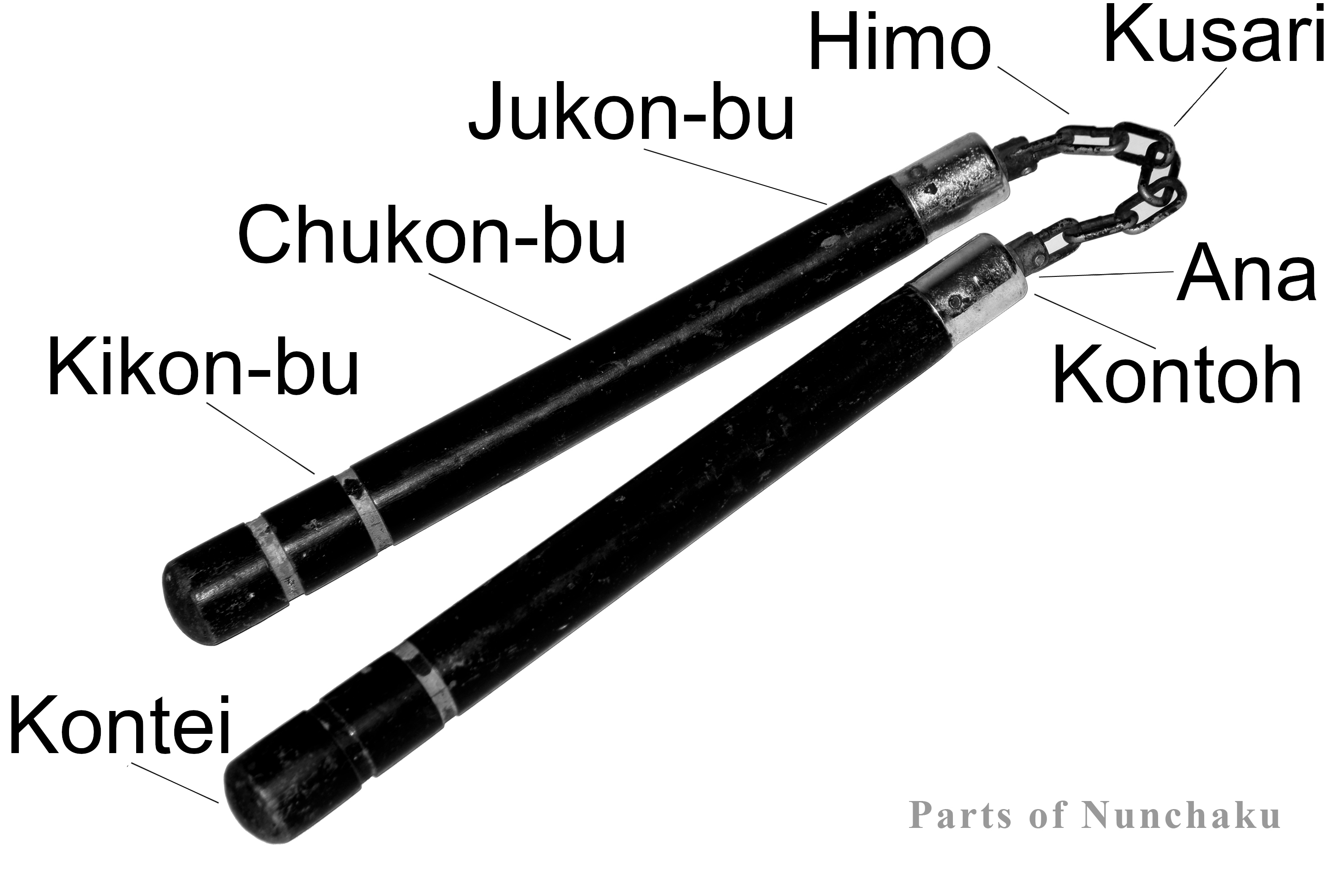
تصویر بخش‌های مختلف نانچیکو

- هیمو (Himo): طنابی که دو دسته نانچیکو را به هم متصل می‌کند.
- آنا (Ana): سوراخی که طناب (Himo) از آن رد می‌شود و در دسته نانچیکو قرار دارد.
- کوساری (Kusari): زنجیری که دو دسته نانچیکو با آن به بسته متصل شده‌اند. (بعضی از نانچیکوها دارای طناب و بعضی، زنجیر هستند)
- کونتوه (Kontoh): جایی که زنجیر یا طناب به بدنه متصل می‌شود.
- جوکونبو (Jukon-bo): قسمت بالایی دسته (نزدیک به دسته)
- چوکونبو (Chukon-bu): قسمت مرکزی دسته
- کیکونبو (Kikon-bu): قسمت پایینی دسته
- کونته‌ای (Kontei): انتهای دسته‌ها

در چین به چوب حمله‌کننده، چوب اژدها (به چینی: 龍棍) و به چوب دسته، چوب یانگ (به چینی: 陽棍) می‌گویند. دسته نانچیکو چینی گرد است، اما نانچیکو اوکیناوایی هشت‌وجهی است که باعث وارد کردن جراحات بیشتری به هدف می‌شود. بلندی آن باید به حدی باشد که بتواند در هنگام بالا گرفتن از بازو محافظت کند. بلندی طناب یا زنجیر هم باید به حدی باشد که بتوان دسته‌ها را بتوان به راحتی به دور کف دست قرار داد. یکسان بودن اندازه دو دسته و داشتن تعادل آن‌ها در دقت ضربات بسیار تأثیرگذار و مهم است. تعادل دسته‌ها باید به سمت خارج آن‌ها باشد تا بتوان به راحتی با آن‌ها ضربه زد و در چرخش آن‌ها را کنترل نمود.
دسته‌ها در گذشته از چوب درختان محکمی همچون بلوط ساخته می‌شده‌است. این دسته‌ها را چندین سال در زیر گل قرار می‌دادند تا کمبود اکسیژن و ویژگی اسیدی آن باعث محکمتر شدن آن‌ها شده و از پوسیدگی آن‌ها جلوگیری کند. طناب آن نیز از موی اسب درست می‌شده‌ است.

## سبک‌های رسمی
به‌طور معمول در هنرهای رزمی اوکیناوایی و کاراته و هنرهای رزمی چینی (ووشو) کاربرد دارد. در اسکریما (با نام توباک-تویوک) که از هنرهای رزمی فیلیپین است و نیز در تکواندو و هاپکیدو نیز به کار می‌رود. نحوه کار با آن در هر سبکی متفاوت است. در روش سنتی اوکیناوایی از آن بیشتر برای گرفتن و قفل حریف استفاده می‌شود. در هنرهای رزمی فیلیپین بیشتر برای ضربه زدن استفاده می‌شود. در سیستم کره‌ای هم، برای حرکات ترکیبی دفاع و حمله (ضربه و قفل) به کار می‌رود. سیستم‌های اختصاصی دیگری نیز در سَمبکالاه (سبک رزمی ترکیبی ایرانی) استفاده می‌شود که بصورت ضربه و قفل به کمک دست و پا ضربات را مرگبار تر وارد می‌کند.
نانچیکو می‌تواند به صورت تکی یا دوتایی استفاده شود. روش‌هایی در ترکیب نانچیکو با تکنیک‌های بدون سلاح ایجاد شده‌است:
- Mouhébong Taekwondo: ترکیب نانچیکوی کره‌ای و تکواندو
- Nunch-Boxing: ترکیب نانچیکو با مشت و لگد
- Nunchaku en savate: ترکیب ساواته (یک هنر رزمی فرانسوی با ترکیب بوکس غربی و لگد) و نانچیکو
- Nunchaku Sambkalah:ترکیب حرکات نانچیکو ب همراه دست و پا با استفاده از تکنیک‌های اختصاصی سَمبکالاه

### سبک آزاد
نانچیکوی سبک آزاد، سبکی جدید است که بیشتر از آن برای مقاصد نمایشی استفاده می‌شود تا یک سلاح. با گسترش شیوع هنرهای رزمی در اینترنت و علاقه مردم به یادگیری آن، این سبک نیز رو به گسترش است که مسابقات آن نیز توسط انجمن جهانی نانچیکو برگزار می‌شود. در بعضی از هنرهای رزمی نیز از نانچیکو برای بهتر شدن واکنش‌ها، کنترل دست و مهارت دیگر استفاده می‌شود.
داشتن نانچیکو در کشورهایی همچون نروژ، کانادا، روسیه، شیلی و اسپانیا آزاد است و ممنوعیت قانونی ندارد. اما در بعضی کشورها همانند آلمان، سلاحی ممنوع به حساب می‌آید.

## نگارخانه

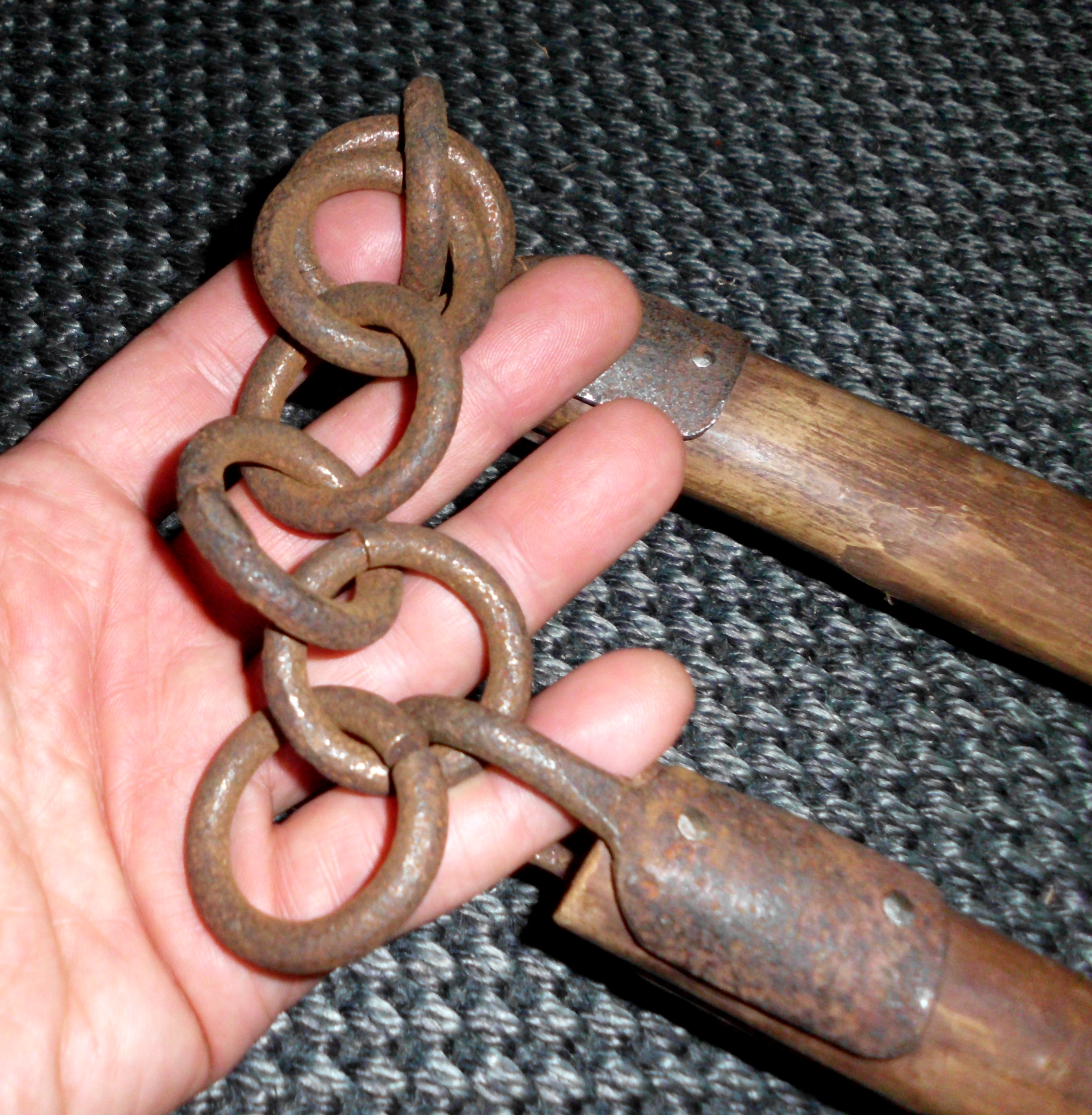
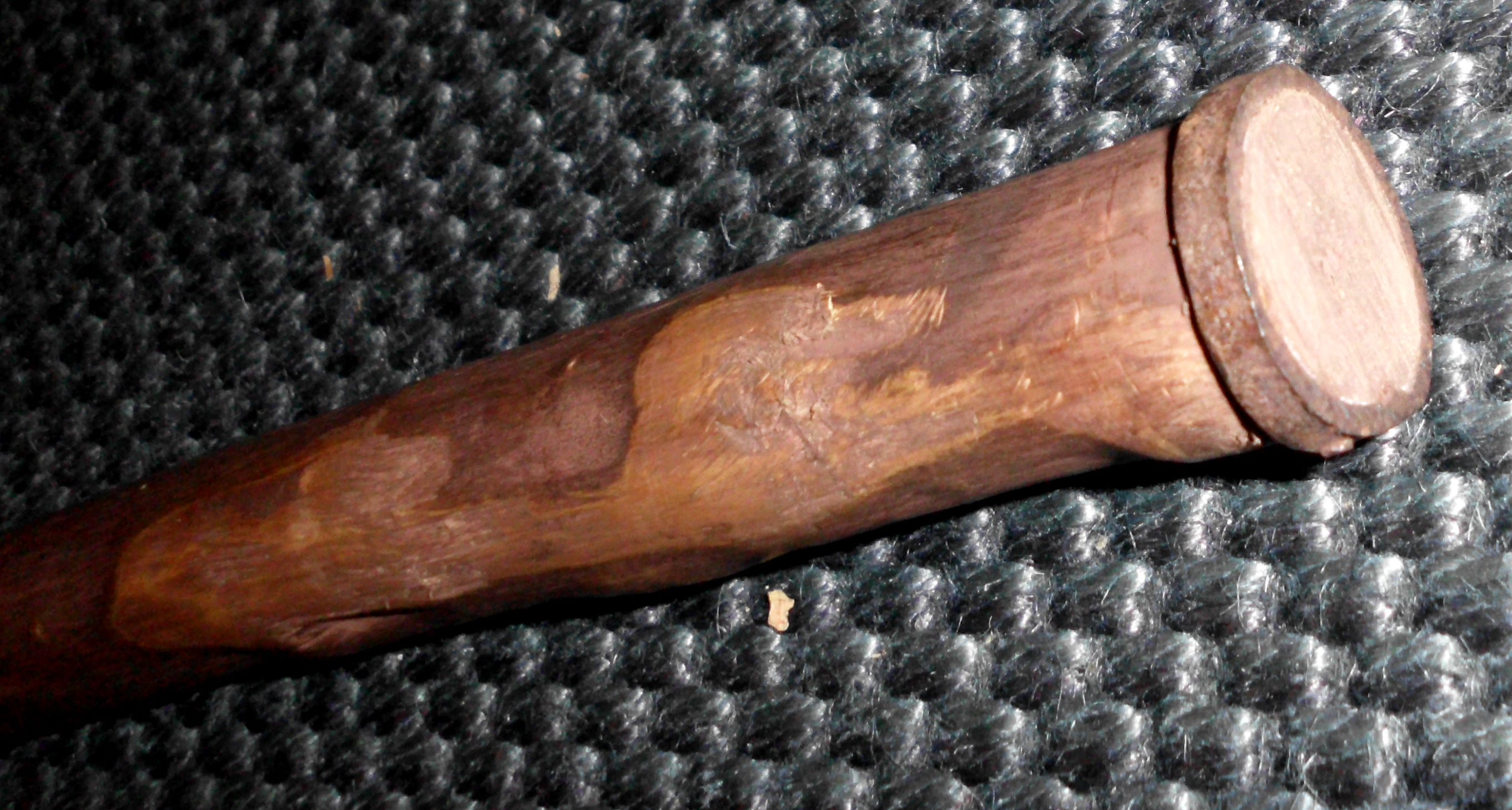
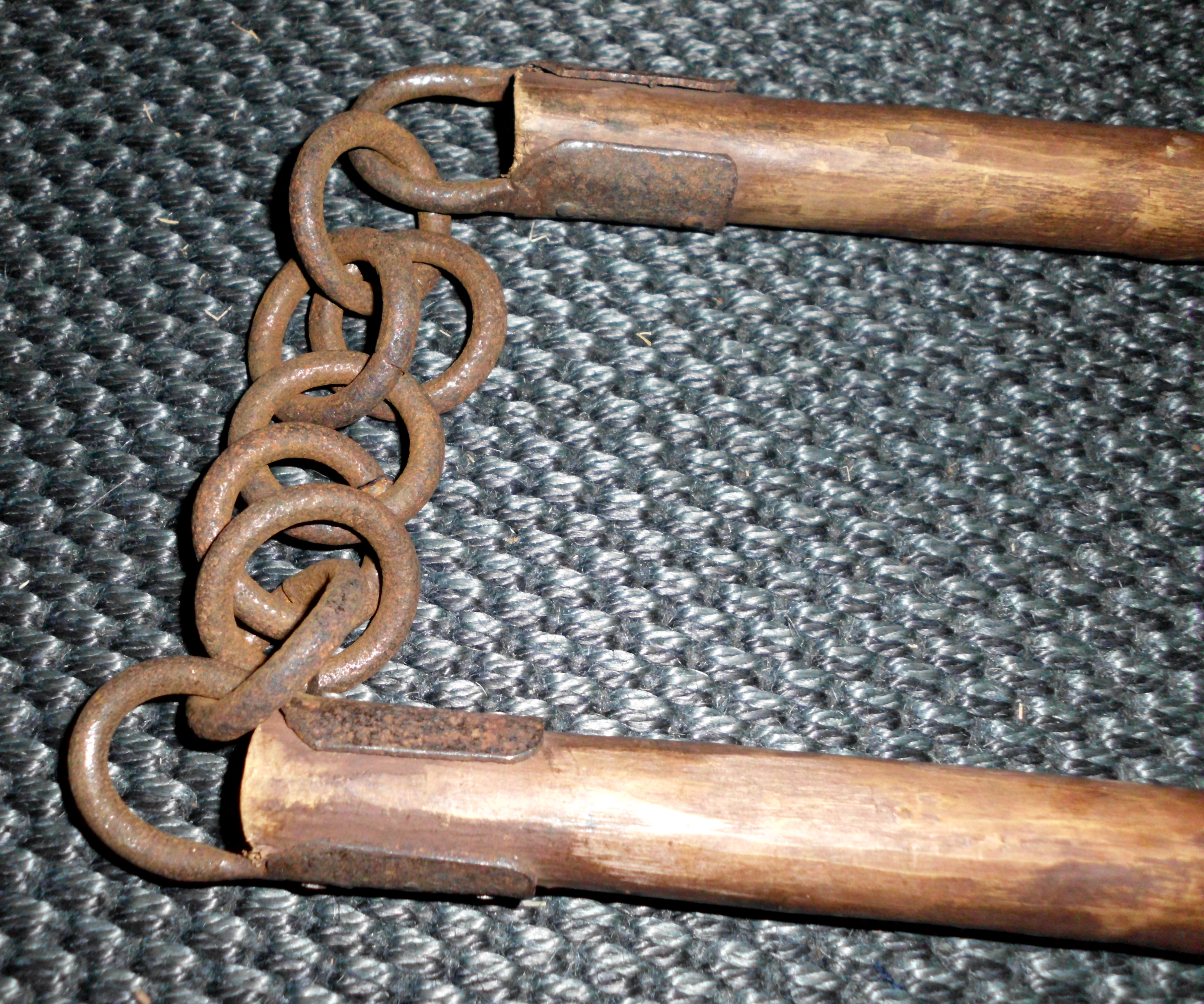
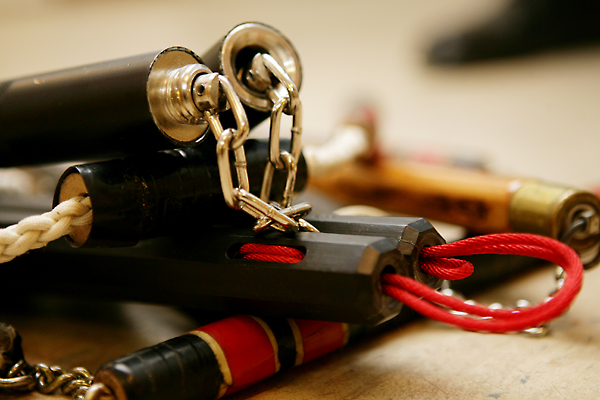